# Panopsis macrocarpa
Panopsis macrocarpa är en tvåhjärtbladig växtart som beskrevs av K.S. Edwards & R.T. Pennington. Panopsis macrocarpa ingår i släktet Panopsis och familjen Proteaceae. Inga underarter finns listade i Catalogue of Life.